# Ségur (Aveyron)
Ségur (okzitanisch: Segur) ist eine französische Gemeinde im Département Aveyron in der Region Okzitanien (vor 2016: Midi-Pyrénées) mit 540 Einwohnern (Stand: 1. Januar 2022). Sie gehört zum Kanton Raspes et Lévezou im Arrondissement Millau. Die Einwohner werden Ségurois genannt. 

## Geografie
Ségur liegt etwa 29 Kilometer nordwestlich von Millau und etwa 21 Kilometer ostsüdöstlich von Rodez in einem der südlichen Ausläufer des Zentralmassivs in einer waldreichen Region am Viaur. Das Gemeindegebiet ist Teil des Regionalen Naturparks Grands Causses. Umgeben wird Ségur von den Nachbargemeinden Arques im Nordwesten und Norden, Laissac und Sévérac-l’Église im Norden, Gaillac-d’Aveyron im Nordosten, Vézins-de-Lévézou im Osten, Curan im Süden, Prades-Salars im Süden und Südwesten, Pont-de-Salars im Westen sowie Le Vibal im Nordwesten.

## Bevölkerungsentwicklung
| Jahr                       | 1962 | 1968 | 1975 | 1982 | 1990 | 1999 | 2006 | 2019 |
| -------------------------- | ---- | ---- | ---- | ---- | ---- | ---- | ---- | ---- |
| Einwohner                  | 1031 | 896  | 803  | 738  | 662  | 623  | 595  | 548  |
| Quellen: Cassini und INSEE |      |      |      |      |      |      |      |      |

## Sehenswürdigkeiten
- Kirche Saint-Agnan, Prioratskirche aus dem 12. Jahrhundert, seit 1979 Monument historique
- Kirche Saint-Étienne in Saint-Étienne-de-Viauresque aus dem 12. Jahrhundert, seit 1979 Monument historique
- Kirche Saint-Pierre
- gallorömischer Sarkophag, seit 1942 Monument historique

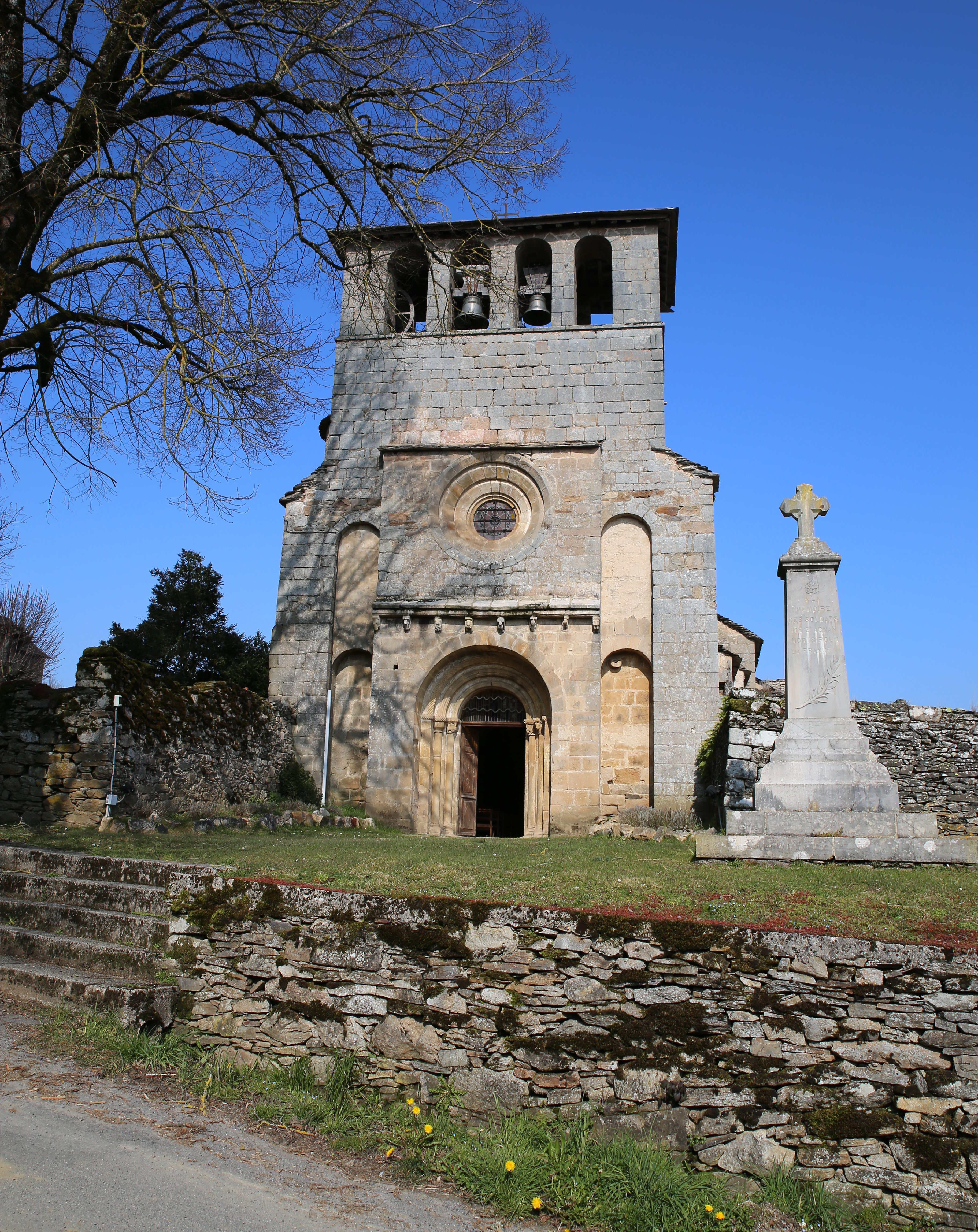
Kirche Saint-Agnan
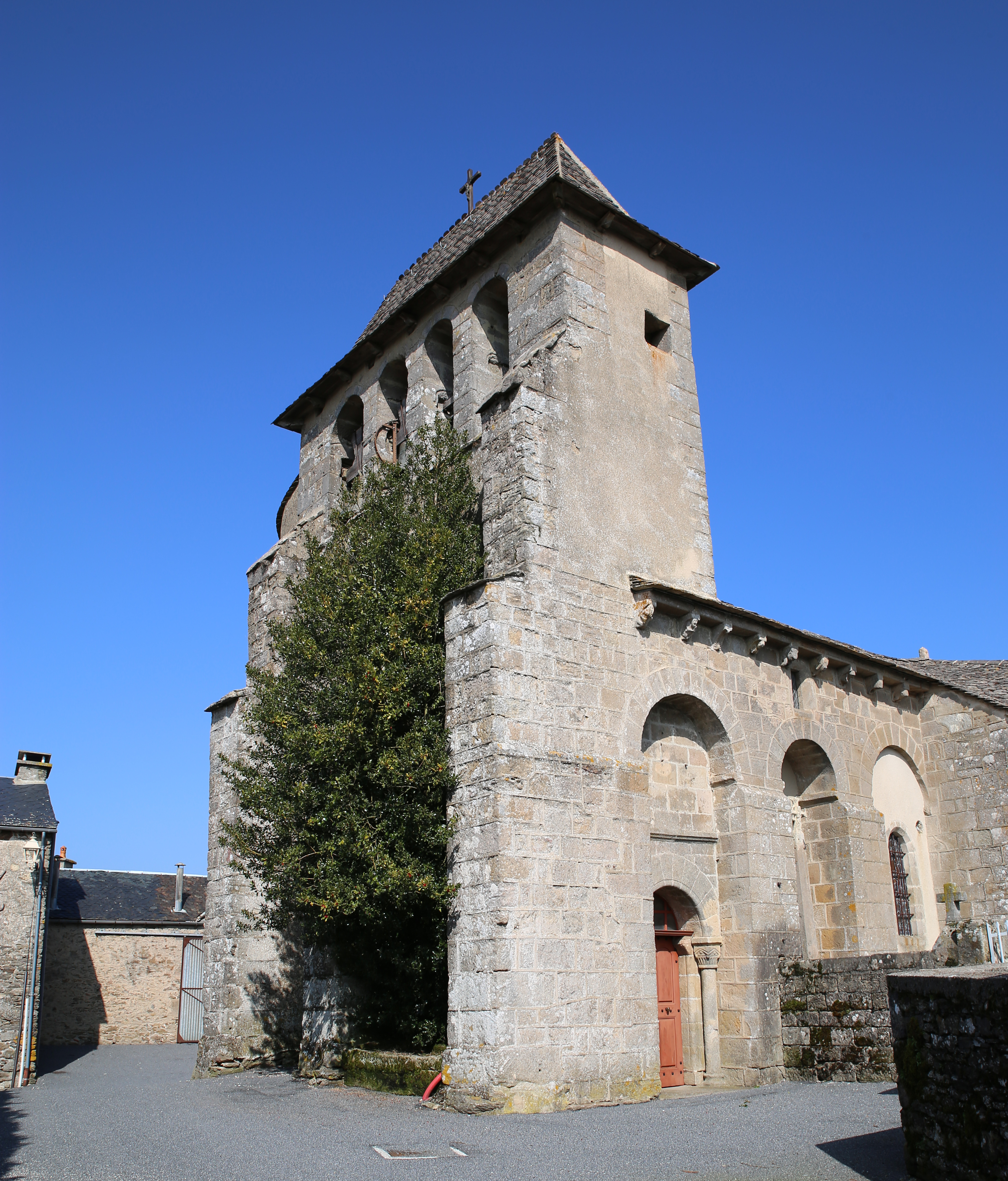
Kirche Saint-Étienne
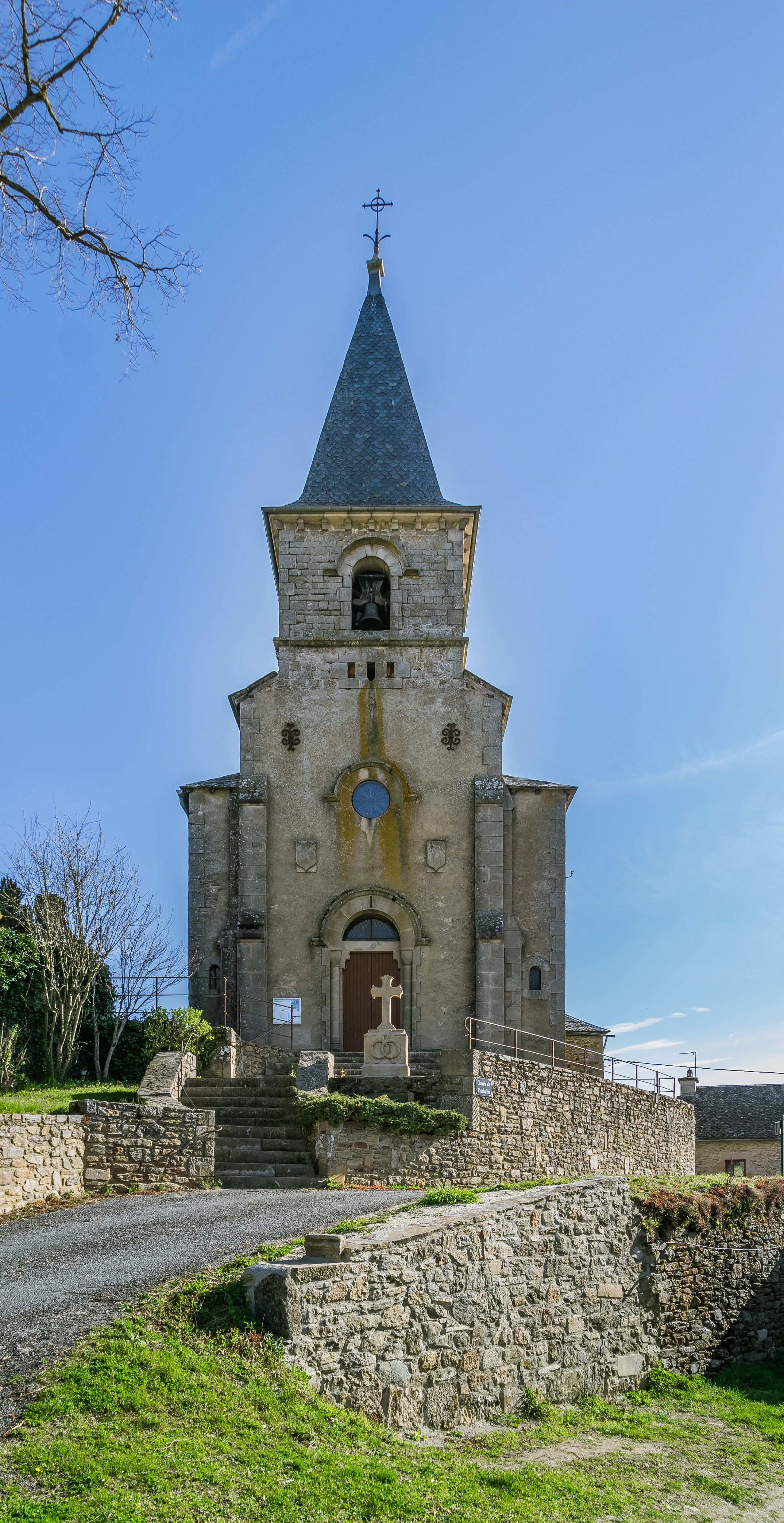
Kirche Saint-Pierre